# Renaissance (álbum de Mónica Naranjo)
Renaissance es el tercer álbum recopilatorio de la cantante, compositora y productora española Mónica Naranjo. El álbum fue lanzado el 15 de noviembre de 2019 por Sony BMG. 
Para celebrar sus 25 años en la música y su 45 cumpleaños, Mónica Naranjo publica Renaissance, un triple CD y álbum digital con un completo repaso a su carrera. Un triple CD con 49 temas. Los dos primeros CD contienenen 32 canciones que han sido sencillos o favoritas del público, en un tracklist cronológico que empieza con su sencillo debut "El amor coloca" hasta la más reciente "Doble corazón". Además se incluye un tercer CD con duetos, colaboraciones, rarezas, versiones a piano y voz y canciones nunca antes publicadas o disponibles por un corto periodo de tiempo. Un disco que hará las delicias de los fanes y que además sirve para descubrir o reconectar con una de las artistas más singulares e importantes del pop español.

## Lista de canciones
| Renaissance – CD 1 |                                 |                         |          |  |
| N.º                | Título                          | Álbum                   | Duración |  |
| 1.                 | «El Amor Coloca»                | Mónica Naranjo (1994)   | 4:01     |  |
| 2.                 | «Solo Se Vive una Vez»          | Mónica Naranjo (1994)   | 4:11     |  |
| 3.                 | «Óyeme»                         | Mónica Naranjo (1994)   | 4:57     |  |
| 4.                 | «Sola»                          | Mónica Naranjo (1994)   | 4:07     |  |
| 5.                 | «Entender el Amor»              | Palabra de mujer (1997) | 5:25     |  |
| 6.                 | «Desátame»                      | Palabra de mujer (1997) | 4:47     |  |
| 7.                 | «Pantera en Libertad»           | Palabra de mujer (1997) | 4:43     |  |
| 8.                 | «Empiezo a Recordarte»          | Palabra de mujer (1997) | 4:09     |  |
| 9.                 | «Ámame o Déjame»                | Palabra de mujer (1997) | 4:59     |  |
| 10.                | «Las Campanas del Amor»         | Palabra de mujer (1997) | 4:07     |  |
| 11.                | «Tú y Yo Volvemos al Amor»      | Palabra de mujer (1997) | 4:31     |  |
| 12.                | «Sobreviviré»                   | Minage (2000)           | 4:56     |  |
| 13.                | «If You Leave Me Now»           | Minage (2000)           | 3:34     |  |
| 14.                | «Perra Enamorada»               | Minage (2000)           | 5:00     |  |
| 15.                | «Enamorada» (Versión Spanglish) | Minage (2000)           | 4:19     |  |
| 16.                | «Ahora, Ahora»                  | Minage (2000)           | 4:35     |  |
| 72:22              |                                 |                         |          |  |

| Renaissance – CD 2 |                                                          |                                  |          |  |
| N.º                | Título                                                   | Álbum                            | Duración |  |
| 1.                 | «Chicas Malas»                                           | Chicas Malas (2001)              | 3:53     |  |
| 2.                 | «No Voy a Llorar»                                        | Chicas Malas (2001)              | 4:11     |  |
| 3.                 | «Sacrificio»                                             | Chicas Malas (2001)              | 4:57     |  |
| 4.                 | «Ain't It Better Like This»                              | Chicas Malas (2001)              | 4:07     |  |
| 5.                 | «I Ain't Gonna Cry» (Steelworks Mix Radio Edit)          | Bad Girls (2002)                 | 5:25     |  |
| 6.                 | «Enamorada de Ti»                                        | Colección Privada (2005)         | 4:47     |  |
| 7.                 | «Europa»                                                 | Tarántula (2008)                 | 4:43     |  |
| 8.                 | «Amor y Lujo» (Jordi Buch Old Fashion Remix)             | Tarántula (2008)                 | 4:09     |  |
| 9.                 | «Usted»                                                  | Tarántula (2008)                 | 4:59     |  |
| 10.                | «Make You Rock» (4.0 Version)                            | 4.0 (2014)                       | 4:07     |  |
| 11.                | «Jamás»                                                  | Lubna (2016)                     | 4:31     |  |
| 12.                | «Fin»                                                    | Lubna (2016)                     | 4:56     |  |
| 13.                | «Perdida»                                                | Lubna (2016)                     | 3:34     |  |
| 14.                | «Tu y Yo y el Loco Amor» (Banda Sonora Salir del Ropero) |                                  | 3:39     |  |
| 15.                | «Doble Corazón»                                          | Mes Excentricités, Vol. 1 (2019) | 4:49     |  |
| 16.                | «Libre Amar»                                             | Mes Excentricités, Vol. 1 (2019) | 3:57     |  |
| 70:06              |                                                          |                                  |          |  |

| Renaissance – CD 3 | |                                                 |          |  |
| N.º                | Título | Álbum                                           | Duración |  |
| 1.                 | «Avui Vull Agrair (Amazing Grace)» (con Coral Polifónica de Puig-Reig, Jove Orquestra Sinfónica de Barcelona -JOSB & Banda de Gaitas Xuntanza de Catalunya) |                                                 | 3:06     |  |
| 2.                 | «Emperatriz de Mis Sueños» |                                                 | 4:15     |  |
| 3.                 | «Tu y Yo y el Loco Amor (Piano y Voz)» (Banda Sonora Salir del Ropero)                                                                                      |                                                 | 3:40     |  |
| 4.                 | «Insensatez» | Samba Pa’ Ti (Un tributo a Brasil) (2005)       | 3:38     |  |
| 5.                 | «Sobre Tu Piel» (con Riccardo Cocciante) |                                                 | 4:33     |  |
| 6.                 | «Ámame o Déjame» (con Raphael) | 50 Años Después en Directo y al Completo (2009) | 4:35     |  |
| 7.                 | «Sonrisa Plateada» (con Cómplices) | 20 Años (2010)                                  | 4:10     |  |
| 8.                 | «Él Se Encuentra Entre Tú y Yo» (con Mina) | Minage (2000)                                   | 4:43     |  |
| 9.                 | «Punto de Partida» (con Rocío Jurado) | Rocío Siempre (2006)                            | 7:32     |  |
| 10.                | «Bambineando» (con Marina Heredia) | A Mi Tempo (2013)                               | 7:19     |  |
| 11.                | «Abismo» (En Directo Madame Noir) | Madame Noir (2019)                              | 2:40     |  |
| 12.                | «Ahora, Ahora» (En Directo Madame Noir) | Madame Noir (2019)                              | 4:45     |  |
| 13.                | «Enamorada» (En Directo Madame Noir) | Madame Noir (2019)                              | 2:59     |  |
| 14.                | «Lágrimas de Escarcha» (En Directo Madame Noir) | Madame Noir (2019)                              | 4:14     |  |
| 15.                | «Miedo» (En Directo Madame Noir) | Madame Noir (2019)                              | 4:15     |  |
| 16.                | «Para Siempre» (En Directo Madame Noir) | Madame Noir (2019)                              | 4:40     |  |
| 17.                | «Vivir Así es Morir de Amor» | Camilo Sinfónico (2018)                         | 3:29     |  |
| 74:33              | |                                                 |          |  |

### Boxset
| Mónica Naranjo – (1994) |                            |                                      |                                    |          |  |
| N.º                     | Título                     | Letras                               | Música                             | Duración |  |
| 1.                      | «El amor coloca»           | José Manuel Navarro                  | Cristóbal Sansano                  | 4:03     |  |
| 2.                      | «Sola»                     | Cristóbal Sansano                    | Mónica Naranjo · Cristóbal Sánsano | 4:08     |  |
| 3.                      | «Óyeme!»                   | Cristóbal Sansano                    | Cristóbal Sansano                  | 5:00     |  |
| 4.                      | «Supernatural»             | Mónica Naranjo · José Manuel Navarro | Cristóbal Sansano                  | 4:01     |  |
| 5.                      | «Dame tu calor»            | Mónica Naranjo                       | Cristóbal Sansano                  | 4:52     |  |
| 6.                      | «Fuego de pasión»          | Mónica Naranjo                       | Stock · Aitken · Waterman          | 3:51     |  |
| 7.                      | «Llorando bajo la lluvia»  | Cheni Navarro                        | Cheni Navarro                      | 3:47     |  |
| 8.                      | «Solo se vive una vez»     | José Manuel Navarro                  | Mónica Naranjo · Cristóbal Sansano | 4:13     |  |
| 9.                      | «Hoy la luna sale para mí» | Cheni Navarro                        | Cristóbal Sansano                  | 3:14     |  |
| 10.                     | «Amor es solo amar»        | Cristóbal Sansano                    | Mónica Naranjo · Cristóbal Sansano | 7:06     |  |
| 44:20                   |                            |                                      |                                    |          |  |

| Palabra de Mujer – (1997) |                            |                                   |                                   |          |  |
| N.º                       | Título                     | Letras                            | Música                            | Duración |  |
| 1.                        | «Desátame»                 | José M. Navarro                   | Mónica Naranjo, Cristóbal Sansano | 4:49     |  |
| 2.                        | «Empiezo a recordarte»     | Mónica Naranjo, Cristóbal Sansano | Mónica Naranjo                    | 4:10     |  |
| 3.                        | «Yo vengo y tú te vas»     | Mónica Naranjo, Cristóbal Sansano | Cristóbal Sansano                 | 4:11     |  |
| 4.                        | «Entender el amor»         | José M. Navarro                   | Mónica Naranjo, Cristóbal Sansano | 5:26     |  |
| 5.                        | «Ámame o déjame»           | Mónica Naranjo, Cristóbal Sansano | Cristóbal Sansano                 | 4:59     |  |
| 6.                        | «Pantera en libertad»      | José M. Navarro                   | Mónica Naranjo, Cristóbal Sansano | 4:43     |  |
| 7.                        | «Rezando en soledad»       | José M. Navarro                   | Mónica Naranjo, Cristóbal Sansano | 4:51     |  |
| 8.                        | «Las campanas del amor»    | José M. Navarro                   | Mónica Naranjo, Cristóbal Sansano | 4:08     |  |
| 9.                        | «Miedo»                    | Mónica Naranjo, Cristóbal Sansano | Mónica Naranjo, Cristóbal Sansano | 3:40     |  |
| 10.                       | «Tú y yo volvemos al amor» | Mónica Naranjo, Cristóbal Sansano | Cristóbal Sansano                 | 4:32     |  |
| 45:28                     |                            |                                   |                                   |          |  |

| Minage – (2000) |                                              |          |  |
| N.º             | Título                                       | Duración |  |
| 1.              | «Ahora, ahora»                               | 4:36     |  |
| 2.              | «Sobreviviré»                                | 4:57     |  |
| 3.              | «Perra enamorada»                            | 5:00     |  |
| 4.              | «Enamorada» (versión spanglish)              | 4:21     |  |
| 5.              | «Qué imposible»                              | 4:04     |  |
| 6.              | «Amando locamente»                           | 4:34     |  |
| 7.              | «If You Leave Me Now»                        | 3:34     |  |
| 8.              | «Inmensidad»                                 | 2:59     |  |
| 9.              | «Abismo»                                     | 5:35     |  |
| 10.             | «Él se encuentra entre tú y yo» (con Mina)   | 4:43     |  |
| 11.             | «Siempre fuiste mío»                         | 4:15     |  |
| 12.             | «Mi vida por un hombre»                      | 6:31     |  |
| 13.             | «Sobreviviré» (The Groove Brothers Club Mix) | 4:01     |  |
| 14.             | «Seguiré sin ti»                             | 3:34     |  |
| 15.             | «Enamorada»                                  | 4:21     |  |
| 67:23           |                                              |          |  |

| Chicas Malas – (2001) |                             |          |  |
| N.º                   | Título                      | Duración |  |
| 1.                    | «Chicas malas»              | 3:53     |  |
| 2.                    | «No voy a llorar»           | 4:37     |  |
| 3.                    | «De qué me sirve ya»        | 4:39     |  |
| 4.                    | «No puedo seguir»           | 4:11     |  |
| 5.                    | «Yo vivo en ti»             | 4:18     |  |
| 6.                    | «Libérame»                  | 5:00     |  |
| 7.                    | «Hot Line»                  | 4:41     |  |
| 8.                    | «Lágrimas de escarcha»      | 4:10     |  |
| 9.                    | «Sacrificio»                | 4:19     |  |
| 10.                   | «No cambies nunca»          | 4:38     |  |
| 11.                   | «Ain't It Better Like This» | 3:51     |  |
| 47:55                 |                             |          |  |

| Bad Girls – CD1 (2002) |                                                 |                         |          |  |
| N.º                    | Título                                          | Versión de Chicas Malas | Duración |  |
| 1.                     | «I Ain't Gonna Cry» (Steelworks Mix Radio Edit) | -                       | 3:59     |  |
| 2.                     | «Ain't It Better Like This» (Edit Version)      | -                       | 3:52     |  |
| 3.                     | «I Don't Wanna Take This»                       | No puedo seguir         | 4:28     |  |
| 4.                     | «What About Love»                               | Sacrificio              | 4:20     |  |
| 5.                     | «Bad Girls»                                     | Chicas malas            | 3:55     |  |
| 6.                     | «If You Leave Me Now» (Rawling Mix)             | -                       | 3:25     |  |
| 7.                     | «I Live for You»                                | Yo vivo en ti           | 4:22     |  |
| 8.                     | «Love Found Me»                                 | No cambies nunca        | 4:40     |  |
| 9.                     | «Enamorada» (Sub-Urban Mix)                     | -                       | 4:10     |  |
| 10.                    | «I'll Never Run»                                | Libérame                | 4:58     |  |
| 11.                    | «Hot Line» (English Version)                    | Hot Line                | 4:45     |  |
| 12.                    | «I Ain't Gonna Cry»                             | No voy a llorar         | 4:24     |  |
| 13.                    | «Bad Girls» (N.Y. Remix)                        | -                       | 3:47     |  |
| 67:23                  |                                                 |                         |          |  |

| Bad Girls – CD2 (2002) |                                                                        |          |  |
| N.º                    | Título                                                                 | Duración |  |
| 1.                     | «What About Love» (Corky Mix)                                          |          |  |
| 2.                     | «If You Leave Me Now» (DJ Tombah Energy Single Mix)                    |          |  |
| 3.                     | «Enamorada» (Gipsy English Version Remix)                              |          |  |
| 4.                     | «Ain't It Better Like This» (Rapino Carrera Club Mix)                  |          |  |
| 5.                     | «Chicas malas» (Ferrero/Del Moral Single Remix)                        |          |  |
| 6.                     | «I Ain't Gonna Cry» (La Fabrique Du Son Weekend Edit Remix)            |          |  |
| 7.                     | «I Don't Wanna Take This» (Ferrero & Del Moral English Batucada Remix) |          |  |
| 8.                     | «Weekend DJ Session by Ferrero / Del Moral & Naranjo»                  |          |  |
| 63:29                  |                                                                        |          |  |

| Tarántula – (2008) |                                              |          |  |
| N.º                | Título                                       | Duración |  |
| 1.                 | «Europa»                                     | 7:10     |  |
| 2.                 | «Todo mentira»                               | 3:47     |  |
| 3.                 | «Usted»                                      | 3:45     |  |
| 4.                 | «Para siempre»                               | 5:12     |  |
| 5.                 | «Amor y lujo» (Jordi Buch Old Fashion Remix) | 4:06     |  |
| 6.                 | «Idilio»                                     | 4:24     |  |
| 7.                 | «Diles que no»                               | 3:46     |  |
| 8.                 | «Kambalaya»                                  | 5:11     |  |
| 9.                 | «Eva»                                        | 4:30     |  |
| 10.                | «Amor y posesión»                            | 4:02     |  |
| 11.                | «Revolución»                                 | 4:06     |  |
| 12.                | «El Descanso»                                | 3:14     |  |
| 13.                | «Kambalaya» (Remix Extended)                 | 6:22     |  |
| 59:38              |                                              |          |  |

| 4.0 – (2014) |                                             |          |  |
| N.º          | Título                                      | Duración |  |
| 1.           | «Desatame / Intro» (4.0 Version)            | 6:29     |  |
| 2.           | «Solo Se Vive una Vez» (4.0 Version)        | 4:13     |  |
| 3.           | «Todo Mentira» (4.0 Version)                | 3:59     |  |
| 4.           | «Entender el Amor» (4.0 Version)            | 6:13     |  |
| 5.           | «Europa» (4.0 Version)                      | 6:23     |  |
| 6.           | «Pantera en Libertad» (4.0 Version)         | 4:36     |  |
| 7.           | «Usted» (4.0 Version)                       | 4:22     |  |
| 8.           | «Kambalaya» (4.0 Version)                   | 5:26     |  |
| 9.           | «Amor y Lujo» (4.0 Version)                 | 4:39     |  |
| 10.          | «Sobreviviré» (4.0 Version)                 | 5:06     |  |
| 11.          | «Make You Rock (Bonus Track)» (4.0 Version) | 3:45     |  |
| 55:28        |                                             |          |  |

| Lubna – (2016) |                                    |          |  |
| N.º            | Título                             | Duración |  |
| 1.             | «Lasciatemi qui»                   | 3:38     |  |
| 2.             | «Apocalíptica»                     | 2:55     |  |
| 3.             | «Ya Está Bien»                     | 6:52     |  |
| 4.             | «Perdida»                          | 4:58     |  |
| 5.             | «Essere uno»                       | 1:19     |  |
| 6.             | «Fin»                              | 4:21     |  |
| 7.             | «Eleo é nato»                      | 1:39     |  |
| 8.             | «Ese Es Mi Público»                | 4:53     |  |
| 9.             | «Boomerang (feat. Marina Heredia)» | 3:56     |  |
| 10.            | «Holocausto»                       | 6:32     |  |
| 11.            | «L'ombra (feat. Jaime Heredía)»    | 2:01     |  |
| 12.            | «Romance Con la Locura»            | 4:47     |  |
| 13.            | «Contemplazione»                   | 2:39     |  |
| 14.            | «Balada Desesperada»               | 3:54     |  |
| 15.            | «Jamás»                            | 5:28     |  |
| 16.            | «Mortem Eleonard»                  | 2:48     |  |
| 17.            | «Lubna y Eleonard»                 | 4:33     |  |

| Madame Noir – (2019) |                                                  |          |  |
| N.º                  | Título                                           | Duración |  |
| 1.                   | «Abismo» (En Directo Madame Noir)                | 2:41     |  |
| 2.                   | «Ahora, Ahora» (En Directo Madame Noir)          | 4:45     |  |
| 3.                   | «Balada para Mi Muerte» (En Directo Madame Noir) | 4:52     |  |
| 4.                   | «Cry Me a River» (En Directo Madame Noir)        | 4:29     |  |
| 5.                   | «E Poi» (En Directo Madame Noir)                 | 4:10     |  |
| 6.                   | «Enamorada» (En Directo Madame Noir)             | 2:59     |  |
| 7.                   | «Insensatez» (En Directo Madame Noir)            | 3:36     |  |
| 8.                   | «Lágrimas de Escarcha» (En Directo Madame Noir)  | 4:14     |  |
| 9.                   | «Miedo» (En Directo Madame Noir)                 | 4:15     |  |
| 10.                  | «Nessun Dorma» (En Directo Madame Noir)          | 3:17     |  |
| 11.                  | «Para Siempre» (En Directo Madame Noir)          | 4:42     |  |

| Mes Excentricités, Vol. 1 – (2019) |                              |                                    |                               |          |  |
| N.º                                | Título                       | Letras                             | Música                        | Duración |  |
| 1.                                 | «Le Psychiatrique»           | José Manuel Navarro · Israel Ramos | Mónica Naranjo · Pepe Herrero | 13:27    |  |
| 2.                                 | «Doble Corazón»              | José Manuel Navarro                | Mónica Naranjo · Pepe Herrero | 4:50     |  |
| 3.                                 | «Libre Amar»                 | Israel Ramos                       | Mónica Naranjo · Pepe Herrero | 3:55     |  |
| 4.                                 | «Nana»                       | Israel Ramos                       | Mónica Naranjo · Pepe Herrero | 2:51     |  |
| 5.                                 | «Libre Amar» (Remix)         | Israel Ramos                       | Mónica Naranjo · Pepe Herrero | 3:35     |  |
| 6.                                 | «Doble Corazón» (Radio Edit) | José Manuel Navarro                | Mónica Naranjo · Pepe Herrero | 3:22     |  |
| 32:00                              |                              |                                    |                               |          |  |

## Listas y certificaciones

### Semanales
| Europa |                           |   |
| España | Promusicae Top 100 Albums | 1 |